# Jaffar Ali Shah
Jaffar Ali Shah (1930) è un ex nuotatore pakistano.
Ha gareggiato nei 100 metri dorso maschile ai Giochi della XIV Olimpiade, che si tennero a Londra nel 1948.